# Les Choristes (film)
Pour les articles homonymes, voir Les Choristes.
Pour plus de détails, voir Fiche technique et Distribution.
Les Choristes est une comédie dramatique et une comédie musicale franco-germano-suisse réalisée par Christophe Barratier, sortie en 2004.
L’histoire se déroule en 1949. Clément Mathieu, professeur de musique sans emploi, accepte un poste de surveillant dans un pensionnat pour garçons nommé « Fond de l'étang » ; le système répressif appliqué par le directeur, Rachin, bouleverse Mathieu. En initiant ces enfants difficiles à la musique et au chant choral, Mathieu parviendra à transformer leur quotidien.
Il s'agit d'une adaptation du film de Jean Dréville La Cage aux rossignols (1945), lui-même tiré d'une idée de Georges Chaperot et René Wheeler. L'histoire de La Cage aux rossignols est directement inspirée de celle d'un centre éducatif existant, Ker Goat, situé à Pleurtuit, entre Dinan et St Malo, dont les équipes œuvraient au développement d'enfants en difficulté par la pratique du chant choral et de méthodes pédagogiques innovantes.  
Le film est un grand succès et réalise huit millions et demi d'entrées. Nommé huit fois aux César du cinéma en 2005, il obtient le César de la meilleure musique et celui du meilleur son. Il est aussi nommé deux fois aux Oscars du cinéma (Meilleure chanson originale et Meilleur film en langue étrangère).

## Synopsis
En 2003, alors qu'il s'apprête à donner l’un de ses concerts aux États-Unis, le chef d'orchestre Pierre Morhange apprend que sa mère est décédée. Il retourne donc chez lui, en France, après son concert (où on le voit diriger la valse Künstlerleben de Johann Strauss II), pour ses funérailles. Un de ses amis, Pépinot, arrive à sa porte avec un journal intime ayant appartenu à Clément Mathieu, l’un de leurs surveillants. Ils le lisent ensemble.
Une cinquantaine d'années auparavant, en 1949, Clément Mathieu, musicien raté et professeur de musique sans emploi, arrive au « Fond de l’Étang », un pensionnat pour garçons, pour travailler comme surveillant. Près du portail, il aperçoit un très jeune garçon nommé Pépinot, attendant le samedi, jour où, selon lui, son père viendra le chercher. On apprend plus tard que les parents de Pépinot sont morts pendant l’Occupation, mais traumatisé, ce dernier n'arrive pas à accepter cette réalité.
Clément découvre que les garçons de l'internat sont sévèrement punis par Rachin, le directeur : punitions corporelles, travail d'intérêt général, isolement dans un cachot pouvant aller jusqu'à plusieurs semaines et punitions arbitraires pour favoriser les délations d'élèves fautifs. Il essaie alors d’utiliser l’humour et la gentillesse pour affirmer son autorité, ce qui, à sa grande surprise, fonctionne.
Quand un dispositif piège conçu par Le Querrec, l’un des garçons, est utilisé contre le père Maxence, l’infirmier et le doyen du pensionnat, Clément décide de cacher l’identité du coupable au directeur, en échange des services de Le Querrec, le fautif, à l’infirmerie. Mais l'état du père Maxence empire, il est donc conduit à l'hôpital. Son refus de dénoncer Le Querrec à Rachin (lui évitant ainsi de terribles représailles) contribue à lui faire gagner le respect des élèves.
Quand il découvre que les élèves écrivent des chansons grossières sur lui, Clément décide de leur apprendre à bien chanter et de former une chorale pour mieux les discipliner. Il regroupe les élèves selon leur voix, mais Pierre Morhange, l’un des élèves les plus rétifs de l'internat, refuse de chanter. Mais Clément découvre qu'il chante très bien et décide de lui donner des solos s’il se conduit bien.
Violette Morhange, sa mère célibataire, arrive à l’école. Quand Clément va lui expliquer qu’elle ne peut pas rendre visite à son fils car il est puni au cachot, il est pris de pitié et attiré par la jeune mère et lui dit plutôt que son fils est chez le dentiste. Lors d'une autre visite, Clément apprend à Violette que son fils possède un immense talent pour le chant.
Dans le même temps, Pascal Mondain, un jeune délinquant issu d'une maison de correction, arrive au pensionnat et commence à harceler les autres garçons, à les terrifier par des mensonges (notamment une histoire de meurtre d'un pion pédophile qu'il aurait connu) et à se montrer rebelle — lorsque Clément Mathieu lui demande de chanter pour pouvoir le caser selon sa voix dans la chorale, Mondain chante une version paillarde de À la claire fontaine. Après avoir volé la montre de Chabert, l'un des professeurs, il est enfermé au cachot pendant deux semaines.
La chorale s’améliore rapidement avec Pierre comme soliste. Les enfants sont plus heureux et l’administration est moins stricte étant donné que les problèmes de disciplines diminuent ; même le directeur commence à se détendre, à jouer au football avec les élèves et à faire des avions de papier. 
Mais ces beaux jours, voyant également le retour du père Maxence de l'hôpital, prennent fin quand Rachin, furieux, découvre simultanément la disparition de tout l’argent du pensionnat et la fuite de Mondain. Le soupçonnant de l'avoir volé, il alerte la gendarmerie. Une fois Mondain rattrapé et ramené au pensionnat, Rachin l'interroge. Malgré les gifles que lui donne le directeur pendant une demi-heure dans l'espoir de le faire avouer, l'adolescent nie être l'auteur du vol. 
Rachin perd alors patience et frappe Mondain une fois de plus. Une fois de trop pour l'adolescent, qui se jette sur lui pour l’étrangler. Mais Chabert et Mathieu, qui écoutaient derrière la porte, interviennent à temps et s'interposent pour les séparer. Tandis que Chabert maîtrise Mondain, Rachin, qui prend cette agression comme un aveu, alerte de nouveau la gendarmerie qui vient récupérer le garçon. 
Plus tard, il dissout la chorale, ce qui force Clément à la continuer clandestinement dans le dortoir des élèves ou dans la cantine pendant les récréations en l'absence du directeur. Il continue à voir Violette qui ne réalise pas l’attention de ce dernier. Ensuite il prévoit de l’aider à avoir une bourse pour son fils afin qu’il puisse intégrer un conservatoire de musique à Lyon.
Un jour, elle lui annonce qu’elle a rencontré un ingénieur. Clément cache alors son dépit en faisant semblant d’être heureux pour elle et la regarde partir dans la voiture de l’ingénieur.
Une comtesse, qui aide financièrement le pensionnat tout en ignorant les méthodes abusives de Rachin, découvre la chorale (il s'avère que c'est le père Maxence qui l'en avait informée à l'insu de Rachin) ; ils chantent devant elle et Pierre enchante le public avec son solo. Clément découvre que c’est Corbin, un des élèves, et non pas Mondain qui a volé l’argent du pensionnat. Malgré cela, Rachin refuse de l’accepter de nouveau.
Quand il part accepter un prix au nom du pensionnat après avoir dit qu’il était à l’initiative de la chorale, Clément et le père Maxence prennent un jour de congé et emmènent les garçons se promener dans un bois à proximité. Alors que l’école est sans surveillance, Mondain revient et met le feu au pensionnat (on apprend qu’il souhaitait se venger).
Clément est renvoyé pour avoir brisé les règles, même s’il a sauvé la vie des élèves. Alors qu’il part, les garçons du pensionnat, qui ont pour interdiction de lui dire au revoir, s’enferment dans leur salle de classe, chantent – au grand agacement de Rachin, qui tente de les arrêter – et lui lancent des messages d’adieu sur des avions de papier. Ému, il s’en va.
De retour dans le présent, Pierre Morhange, adulte, finit de lire le journal intime, et raconte ce qu’il s’est passé après cela : après le renvoi de Clément Mathieu, il fut retiré du pensionnat par sa mère et gagna sa bourse pour aller au conservatoire de Lyon. Devant le refus de Violette de reconduire son fils au pensionnat, l'ingénieur les quitta.
Le père Maxence, Chabert, Langlois (professeur de mathématiques) et les autres professeurs dénoncèrent les méthodes abusives de Rachin et, après une enquête où les enfants furent interrogés, celui-ci fut renvoyé. Selon Pépinot, Clément Mathieu a continué de donner des leçons de musique jusqu’à la fin de sa vie sans plus jamais chercher à faire connaître ses compositions.
La scène finale, dans le passé, montre Clément en train d’attendre son bus. Alors qu’il y entre, il regarde derrière lui et voit Pépinot courant derrière lui, insistant pour qu’il l’emmène avec lui. Clément refuse d’abord, n’y étant pas autorisé, et laisse Pépinot. Cependant, le bus s’arrête quelques instants plus tard et Clément accepte : les deux partent ensemble.
Le film se conclut sur la dernière phrase de Pierre en voix off :
« Pépinot avait raison d’y croire, le jour du renvoi de Mathieu, c’était un samedi. »

## Fiche technique
- Titre original et québécois : Les Choristes
- Titre allemand : Die Kinder des Monsieur Mathieu
- Réalisation : Christophe Barratier
- Scénario : Christophe Barratier et Philippe Lopes-Curval, d'après le scénario du film La Cage aux rossignols écrit par Georges Chaperot, René Wheeler et Noël-Noël
- Musique : Bruno Coulais
- Chef décorateur : François Chauvaud
- Costumes : Françoise Guégan
- Photographie : Jean-Jacques Bouhon, Carlo Varini et Dominique Gentil
- Son : Daniel Sobrino, Vincent Vatoux, Didier Lizé
- Montage : Yves Deschamps
- Production : Arthur Cohn, Jacques Perrin et Nicolas Mauvernay
  - Production déléguée : Michael Kühn
  - Production associée : Léonard Glowinski, Gérard Jugnot, Romain Le Grand et Ruth Waldburger
- Sociétés de production[2] :
  - France : Renn Productions, Pathé, France 2 Cinéma, Canal+, Galatée Films et Novo Arturo Films, avec le soutien de la Banque Populaire Images 4, du CNC et de la société des producteurs de cinéma et de télévision (Procirep)
  - Suisse : Vega Film et Dan Valley Film AG
  - Allemagne : CP Medien AG
- Sociétés de distribution[3] : Pathé Distribution (France) ; Constantin Film (Allemagne) ; Vega Film (Suisse romande) ; Alternative Films (Belgique) ; Alliance Vivafilm (Québec)
- Budget : 5,33 millions d’ €[4]
- Pays de production :  France,  Suisse,  Allemagne
- Langue originale : français
- Format[5] : couleur - 35 mm - 2,35:1 (Cinémascope) - son DTS | Dolby Digital
- Genre : comédie dramatique, musical
- Durée : 97 minutes
- Dates de sortie[6] :
  - France, Belgique : 17 mars 2004[7]
  - Suisse romande : 31 mars 2004[8]
  - Luxembourg : 19 mars 2004
  - Allemagne : 2 septembre 2004
  - Québec : 8 octobre 2004[9]
- Classification[10] :
- Les recommandations d’âge des films sont très différentes d’un pays à l’autre. On trouve des guides parentaux non officiels qui donnent des indications d'âge plus restrictives.
  - France : tous publics (conseillé à partir de 8 ans)[11],[12]
  - France : conseillé à partir de 10 ans (guide parental[13])
  - Suisse romande : interdit aux moins de 7 ans[14]
  - Allemagne : enfants de 6 ans et plus (FSK 6)
  - Belgique : tous publics (Alle Leeftijden)[7]
  - Québec : tous publics (G - General Rating)[9]

## Distribution
- Gérard Jugnot : Clément Mathieu, le nouveau surveillant
- François Berléand : Rachin, le directeur tyrannique, professeur d'histoire/géographie et de français
- Kad Merad : Chabert, le surveillant et professeur de sport
- Jean-Paul Bonnaire : le « père » Maxence, infirmier
- Jean-Baptiste Maunier : Pierre Morhange, jeune pensionnaire au talent pour le chant
- Marie Bunel : Violette Morhange, la mère de Pierre
- Maxence Perrin : Pépinot, le plus jeune du pensionnat[Note 2]
- Grégory Gatignol : Pascal Mondain, dangereux adolescent rebelle, vulgaire et violent[Note 3]
- Thomas Blumenthal : Corbin, pensionnaire rebelle qui devient ami avec Mondain
- Pierre Lemaire : Le Rédu, pensionnaire reconnaissable par son pull bleu
- Cyril Bernicot : Le Querrec, celui qui a piégé le père Maxence
- Simon Fargeot : Boniface, le bon élève[Note 4]
- Théodule Carré-Cassaigne : Leclerc
- Philippe du Janerand : monsieur Langlois, le professeur de maths
- Carole Weiss : la comtesse
- Erick Desmarestz : le docteur Dervaux
- Paul Chariéras : Régent, le surveillant qui quitte le pensionnat à la suite d'une agression[Note 5]
- Armen Godel : le médecin
- Monique Ditisheim : la mère Marie
- Steve Gadler : l'assistant de Pierre Morhange
- Fabrice Dubusset : Carpentier
- Marielle Coubaillon : madame Rachin
- Violette Barratier : une fille de Rachin
- Lena Chalvon : une fille de Rachin
- Alan Castelain : petit ami de l'élève timide et ami de la basse et du baryton
- Nicolas Bientz : l'élève timide
- Jérôme Reibel : le baryton ami de l'élève timide
- Sébastien Lammouchi : la basse ami du baryton et de l'élève timide
- Colette Dupanloup : la cuisinière
- Didier Flamand : Pépinot adulte
- Jacques Perrin : Pierre Morhange adulte
- Alexandre Droullé : le petit ami de Violette Morhange
- Michel Caccia (rôle non crédité)

## Production

### Scénario
Il s'agit d'un remake du film tourné par Jean Dréville en 1944, La Cage aux rossignols (1945) avec Noël-Noël, auquel participaient les Petits Chanteurs à la croix de bois.
L'histoire est inspirée de l'expérience de la chorale du centre Kergoat en Bretagne, pionnière en matière d'éducation. Créée par des éducateurs Jacques Dietz en compagnie de Roger Riffier, la chorale rencontrera sur les routes un certain succès.

### Choix des interprètes
La plupart des enfants ne sont pas des acteurs professionnels et ont été sélectionnés dans les écoles et collèges de la région de Clermont-Ferrand en Auvergne, sauf deux, originaires de Paris.
Maxence Perrin (Pépinot) est le fils de Jacques Perrin, qui ouvre et clôt le film. Jean-Baptiste Maunier (Morhange) est membre de la maîtrise des Petits Chanteurs de Saint-Marc.
Vincent Rottiers fut envisagé pour jouer un petit méchant dans le film, mais ce dernier a refusé de peur d'être catalogué après le film Les Diables.

### Tournage
Dans le projet initial, le film devait être tourné en Champagne, au prieuré de Binson à Châtillon-sur-Marne. Devant le refus de la tutelle salésienne, il a été tourné en Auvergne dans le parc naturel régional Livradois-Forez, en partie dans les communes de Courpière et de Ravel (Puy-de-Dôme); ceci a permis au château de Ravel d'acquérir une plus grande notoriété, et de tripler son nombre annuel de visiteurs. 
La scène de la comtesse a été tournée au château de la Garde à Albaret-Sainte-Marie (Lozère).
Le tournage faillit être annulé en raison des fortes chaleurs dues à la canicule de l'été 2003, d'une part, et il se trouva également compromis par des manifestations des intermittents du spectacle qui firent arrêter le travail pendant près de deux semaines.

## Bande originale
Le succès du film doit beaucoup à la musique écrite par Bruno Coulais et en particulier la chanson Vois sur ton chemin. La chorale apparaît ensuite régulièrement dans des émissions de télévision après la sortie du film. En 2005, le groupe de rap Digital, composé d'Ahmed et Ken.V, sort un remix de la chanson, Vois sur leur chemin.
Les voix utilisées pour les chansons du film sont partiellement celles des Petits Chanteurs de Saint-Marc, à Lyon, dirigés par Nicolas Porte. La chorale se produisit par la suite sur de nombreuses scènes dans toute la France. Ils connurent le succès dans le monde et réalisèrent des tournées en Europe, en Asie et en Amérique (Canada).
Pour l'instrumental de sa chanson L'impasse, le rappeur Kery James utilisa un échantillon de la bande originale du film.

## Accueil

### Accueil critique
Sur l'agrégateur américain Rotten Tomatoes, le film récolte 69 % d'opinions favorables pour 108 critiques. Sur Metacritic, il obtient une note moyenne de 56⁄100 pour 32 critiques.
En France, le film obtient une note moyenne de 3,6⁄5 sur le site Allociné, qui recense douze titres de presse.

### Box-office
Le film réalise huit millions et demi d'entrées en dix semaines d'exploitation. C'est un des plus gros succès de l'histoire du cinéma français.
Ce succès a entraîné en France un engouement pour le chant choral, notamment les chœurs d'enfants, redonnant un souffle à ces formations musicales qui tombaient en désuétude.
Le film est diffusé pour la première fois le 21 mars 2005 sur Canal+ puis le 25 avril 2006 sur France 2 et rassembla 11,5 millions de téléspectateurs.

## Distinctions
Entre 2004 et 2020, Les Choristes a été sélectionné 39 fois dans diverses catégories et a remporté 12 récompenses,.

### Distinctions 2004
| Cérémonie ou récompense                           | Catégorie / Récompense                                     | Nommé(es) / Lauréat(es)                          | Nommé(es) / Lauréat(es) |
| ------------------------------------------------- | ---------------------------------------------------------- | ------------------------------------------------ | ----------------------- |
| Camerimage                                        | Grenouille d'or                                            | Dominique Gentil et Carlo Varini                 | Nomination              |
| Conseil national d'examen du cinéma               | Prix NBR - Top films étrangers                             | Les Choristes                                    | Lauréat                 |
| Festival du film d'Austin                         | Prix du public du meilleur long métrage narratif distribué | Christophe Barratier                             | Lauréat                 |
| Festival international du film de Fort Lauderdale | Prix du Jury du meilleur film                              | Christophe Barratier                             | Lauréat                 |
| Festival international du film de Karlovy Vary    | Globe de cristal                                           | Christophe Barratier                             | Nomination              |
| Festival international du film de Ljubljana (en)  | Prix du public                                             | Christophe Barratier                             | Lauréat                 |
| Festival international du film Heartland (en)     | Cœur de crystal                                            | Christophe Barratier                             | Lauréat                 |
| NRJ Ciné Awards                                   | Top of the box-office                                      | Les Choristes                                    | Nomination              |
| Prix du cinéma européen                           | Prix du cinéma européen du meilleur compositeur            | Bruno Coulais                                    | Lauréat                 |
| Prix du cinéma européen                           | Meilleur acteur européen de l'année                        | Gérard Jugnot                                    | Nomination              |
| Prix du cinéma européen                           | Meilleur film européen                                     | Arthur Cohn, Jacques Perrin et Nicolas Mauvernay | Nomination              |

### Distinctions 2005
| Cérémonie ou récompense                                                           | Catégorie / Récompense                                            | Nommé(es) / Lauréat(es)                                                                          | Nommé(es) / Lauréat(es) |
| --------------------------------------------------------------------------------- | ----------------------------------------------------------------- | ------------------------------------------------------------------------------------------------ | ----------------------- |
| César,                                                                            | César de la meilleure musique écrite pour un film                 | Bruno Coulais                                                                                    | Lauréat                 |
| César,                                                                            | César du meilleur son                                             | Daniel Sobrino, Nicolas Cantin et Nicolas Naegelen                                               | Lauréat                 |
| César,                                                                            | Meilleur film                                                     | Christophe Barratier                                                                             | Nomination              |
| César,                                                                            | Meilleur acteur                                                   | Gérard Jugnot                                                                                    | Nomination              |
| César,                                                                            | Meilleur acteur dans un second rôle                               | François Berléand                                                                                | Nomination              |
| César,                                                                            | Meilleur réalisateur                                              | Christophe Barratier                                                                             | Nomination              |
| César,                                                                            | Meilleurs décors                                                  | François Chauvaud                                                                                | Nomination              |
| César,                                                                            | Meilleur premier film                                             | Christophe Barratier                                                                             | Nomination              |
| David di Donatello                                                                | Meilleur film européen                                            | Christophe Barratier                                                                             | Nomination              |
| Étoiles d'or du cinéma français                                                   | Étoile d’or du compositeur de musique originale de films français | Bruno Coulais                                                                                    | Lauréat                 |
| Festival international du film de Bangkok                                         | Kinnari Or du meilleur réalisateur                                | Christophe Barratier                                                                             | Lauréat                 |
| Festival international du film de Bangkok                                         | Meilleur film                                                     | Christophe Barratier                                                                             | Nomination              |
| Golden Globes,                                                                    | Meilleur film en langue étrangère                                 | Les Choristes                                                                                    | Nomination              |
| Lumières de la presse internationale,                                             | Lumière du meilleur film                                          | Christophe Barratier                                                                             | Lauréat                 |
| Oscars,                                                                           | Meilleure chanson originale                                       | Bruno Coulais et Christophe Barratier (pour la chanson "Look To Your Path (Vois Sur Ton Chemin)" | Nomination              |
| Oscars,                                                                           | Meilleur film en langue étrangère de l'année                      | Les Choristes                                                                                    | Nomination              |
| Prix des jeunes artistes                                                          | Meilleur jeune acteur dans un long métrage international          | Jean-Baptiste Maunier                                                                            | Nomination              |
| Prix des jeunes artistes                                                          | Meilleur long métrage international                               | Les Choristes                                                                                    | Nomination              |
| Prix du cinéma en ligne italien (IOMA) (Italian Online Movie Awards)              | Meilleure chanson originale                                       | {pour la chanson "Vois sur ton chemin")                                                          | Nomination              |
| Prix Sant Jordi du cinéma                                                         | Prix du public Rosa de Sant Jordi du meilleur film étranger       | Christophe Barratier                                                                             | Lauréat                 |
| Récompenses des arts du cinéma et de la télévision de la British Academy (BAFTA), | Meilleure musique de film (Prix Anthony Asquith)                  | Bruno Coulais                                                                                    | Nomination              |
| Récompenses des arts du cinéma et de la télévision de la British Academy (BAFTA), | Meilleur scénario adapté                                          | Christophe Barratier et Philippe Lopes-Curval                                                    | Nomination              |
| Récompenses des arts du cinéma et de la télévision de la British Academy (BAFTA), | Meilleur film en langue étrangère                                 | Arthur Cohn, Nicolas Mauvernay, Jacques Perrin et Christophe Barratier                           | Nomination              |

### Distinctions 2006-2020
| Années | Cérémonie ou récompense                   | Catégorie / Récompense                                                    | Nommé(es) / Lauréat(es) | Nommé(es) / Lauréat(es) |
| ------ | ----------------------------------------- | ------------------------------------------------------------------------- | ----------------------- | ----------------------- |
| 2006   | Cercle des critiques de cinéma de Londres | Meilleur film en langue étrangère de l'année                              | Les Choristes           | Nomination              |
| 2006   | Éditeurs de sons de films                 | Meilleur montage sonore dans un long métrage - Musique - Comédie musicale | Les Choristes           | Nomination              |
| 2006   | Prix Goya                                 | Meilleur film européen                                                    | Christophe Barratier    | Nomination              |
| 2018   | Mon premier Festival                      | Invité d'honneur                                                          | -                       | Nomination              |
| 2020   | Festival du Film Musical de Suresnes      | -                                                                         | -                       | Nomination              |

## Analyse